# Aktivbanken
Aktivbanken var en dansk bank, der blev dannet i 1970 som en fusion af Horsens Bank, Vejle Bank, Kolding Folkebank og Kolding Låne- og Discontokasse. I 1988 kom Aarhus Diskontobank til, og i 1992 købte banken Sydfyns Discontobank. Hovedsædet lå i Vejle.
I 1990 blev banken overtaget af Topdanmark. Overtagelsen vakte opsigt, fordi Topdanmark tilsyneladende erhvervede banken til overpris.
Som følge af, at Topdanmark ønskede at fokusere på forsikringsvirksomheden, blev banken i 1994 frasolgt til Sydbank, hvilket betød at de 40 filialer, der hovedsageligt var beliggende i Trekantsområdet, fortsatte under Sydbank-navnet. 